# Aly Mallé
Aly Mallé (Bamako 1998. április 3.-) mali utánpótlás válogatott labdarúgó, jelenleg az olasz Udinese játékosa.

## Pályafutása

### Klubcsapatban
Mallé Bamakóban született és a helyi AS Black Stars csapatában kezdte pályafutását. 2015 júliusában az 1. FC Köln csapata érdeklődött iránta, azonban az átigazolás végül meghiúsult.
2016 júliusában több angol élvonalbeli klub is szerződtette volna, kereste az Arsenal, a Liverpool, a Manchester City és a Watford is.Végül az utóbbi csapat ajánlatát fogadta el, így július 29-én a Darazsak játékosa lett.
A Watford azonnal kölcsönadta a spanyol Granadának, ahol eleinte a harmadosztályú tartalékcsapatban jutott lehetőséghez. A Segunda Division B-ben szeptember 9-én mutatkozott be a La Roda CF elleni 2-1-es győztes bajnokin.
Első gólját október 1-jén szerezte egy Real Murcia elleni vesztes bajnokin. Az élvonalban 2017. január 21-én debütált, egy Espanyol elleni 3-1-es vereség alkalmával.
Miután a Murcia kiesett a élvonalból, Mallé ötéves szerződést írt alá az olasz Udineséhez.

### Válogatottban
Részt vett a 2015-ös U17-es világbajnokságon, ahol a torna bronzlabdásává választották, csapatával pedig ezüstérmet szerzett.

## Sikerei, díjai
Mali U17
- A 2015-ös U17-es világbajnokság bronzlabdása

## Fordítás
Ez a szócikk részben vagy egészben  az   Aly Mallé című angol Wikipédia-szócikk ezen változatának fordításán alapul.  Az eredeti cikk szerkesztőit annak laptörténete sorolja fel. Ez a jelzés csupán a megfogalmazás eredetét és a szerzői jogokat jelzi, nem szolgál a cikkben szereplő információk forrásmegjelöléseként.